# La battaglia sul lago ghiacciato
La battaglia sul lago ghiacciato è un romanzo storico di Guido Cervo pubblicato nel 2011; ambientato nel XIII secolo, è il secondo romanzo della serie "Il Teutone".

## Trama
Secolo XIII. Eustachius von Felben non aveva mai vacillato. In Terrasanta, dove aveva combattuto per vent'anni, sapeva con certezza quale fosse il suo compito di cavaliere dell'Ordine Teutonico. Difendere la Croce con la sua spada. Diffondere il vero Credo tra gli infedeli. Ma ora che è tornato in Prussia, sede del suo Ordine, sente nascere nell'animo un'inquietudine insopprimibile. La sua missione non è cambiata, anche qui ci sono pagani da convertire, ma le urla di uomini, donne e bambini arsi vivi nel rogo delle loro case ora sembrano più acute, i cadaveri che si aggiungono ai cadaveri disegnano un trionfo della morte sconosciuto al più visionario dei pittori. Davvero Deus vult, Dio lo vuole? E quando si trova coinvolto nella crociata mossa dai cattolici contro il principato russo di Vladimir-Suzdal e la potente città di Novgorod, il suo dubbio si fa disgusto. Lungo la marcia, l'esercito cristiano, formato in gran misura da suoi compagni d'arme, si concede ogni genere di violenza, che il vescovo von Buxthoeven, promotore della crociata, non può che benedire. Ma stavolta i nemici sono ortodossi: scismatici ma pur sempre fratelli di fede. Eustachius riceve l'incarico di scortare un confratello inviato dall'Ordine a trattare la pace con i russi, ma lungo il cammino si renderà conto con crescente amarezza che sono in molti a preferire la guerra. Attraverso un succedersi di battaglie, assedi e scontri sanguinosi in uno scenario di ghiaccio e di gelo, fitte foreste e immense paludi, si avvicina il momento della resa dei conti tra l'esercito cristiano e quello russo, guidato dall'impavido principe Nevskij. Ma sulla piatta superficie ghiacciata del Lago dei Cjudi (Lago Peipus), i crociati si accorgeranno che forse Dio sta per far sentire la sua collera.

## Edizioni
- Guido Cervo, La battaglia sul lago ghiacciato, Piemme, 2011,  p. 392, ISBN 978-88-566-0997-4.